# إدمان الشوكولاتة

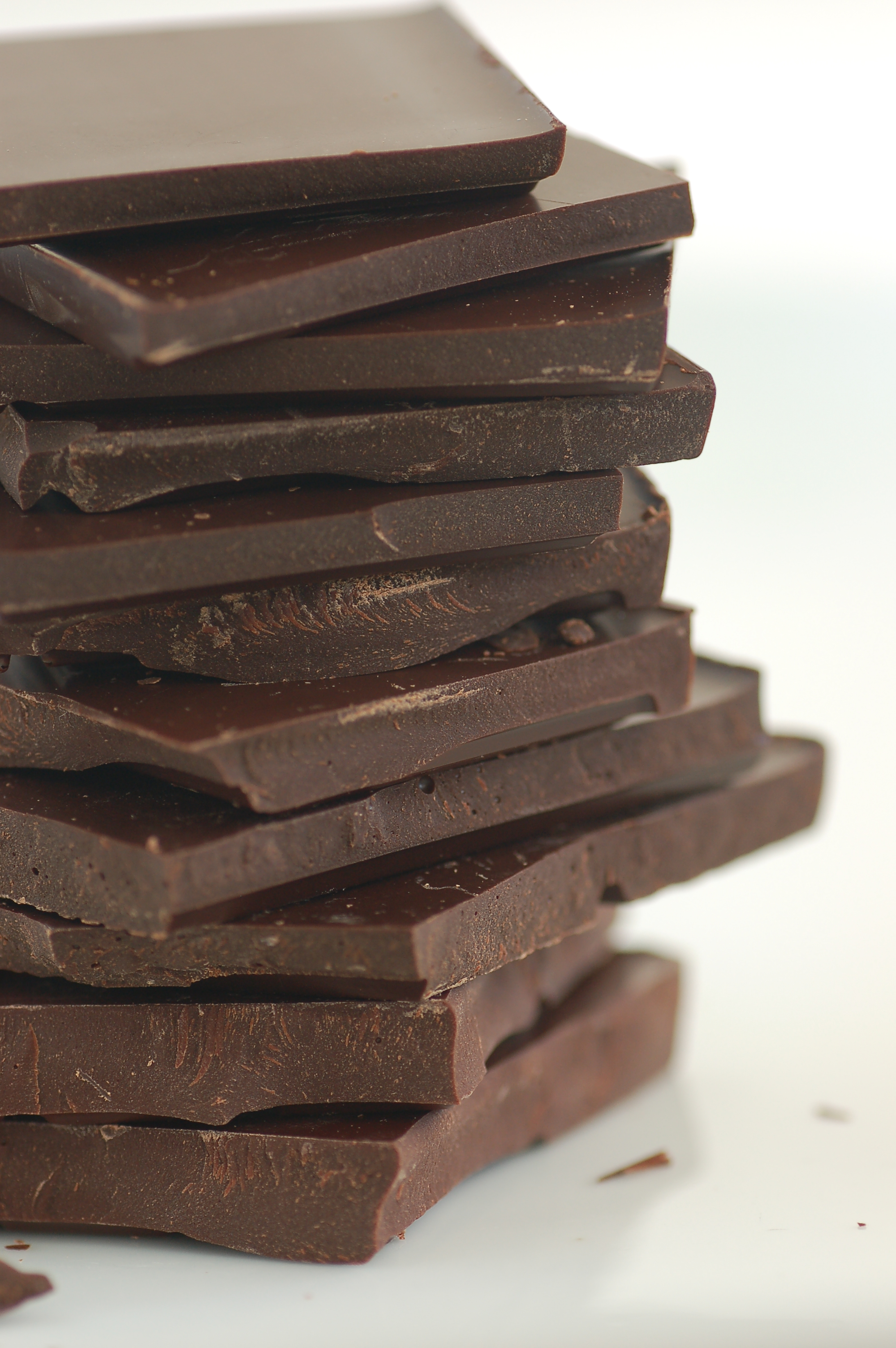

مُدمِن الشوكولاتة (بالإنجليزية: Chocoholic)‏ هو الشخص الذي يشتهي شوكولاتة أو يتناولها بشكلٍ لا إرادي. وهُنالك بعض الأدِلَّة الطبيَّة التي تؤيِّد وجود الإدمان الفعلي للشيكولاتة. بَيّدَ أنَّ مُصطَلَح إدمان الشيكولاتة غالبًا ما يُستَخدَم بشكلٍ فِضفَاض أو فُكَاهِيّ لوَصف الشخص العاشِق للشيكولاتة بشكلٍ مُبَالَغ فيه. وقَد اُستُخدِمَت لفظَة مدمن الشيكولاتة لأول مرَّةٍ بعام 1968 حَسبَمَا ذَكَرَ قاموس ميريام وبستر. كما أنَّها لفظ منحوت من لفظتيّ: «شوكولاتة» و «كحولية».
ويَشيعُ استخدام لَفظَة إدمان الشوكولاتة؛ على الرغم من أن مفهوم إدمان الشوكولاتة لا يزال مثيرًا للجدل في المنشورات العلمية، إلا أن الشوكولاتة (خاصة الشوكولاتة الداكنة) لها تأثير على الحالة المزاجية ففي إطار الدراسات المُتَعَلِّقَة بالرغبة الشديدة في الطعام دائِمًا ما تترأس الشيكولاتة وحلويات الشيكولاتة قائمة الأطعمة التي يشتهي الناسُ تناولَها. يمكن أن تكون الرغبة الشديدة في بعض الحالات قوية جدًا لدرجة أن مدمني الشوكولاتة قد يعانون من أعراض الانسحاب إذا لم تُشبع هذه الرغبة.

## الإدمان
تَتَمَثَّلُ أعراضُ الإدمان الرئيسة في رغبة الفرد الشديدة في الشيء، وفُقدانه للسيطرة على استخدامه، واستخدامه المُستَمِر له بغض النَظَر عن عواقبه الوخيمة. وقد أظَهَرَتْ الدراسات أنَّ جميع الأعراض الثلاثة تلك قد تظهر على الناس عندما يتَعَلَّقُ الأمر بالطعام، ولا سيَّما الطعام الذي يحتوي على السكر والدُهون. وبِمَا أنَّ الشيكولاتة تحتوى على كلٍ من السكر والدهون، فهي عادةً ما تُستَخدَم في دراسات إدمان الطعام.
وتحتوي الشيكولاتة -فَضلاً عن السكر والدهون- على موادٍ عديدة من شأنها أن تجعلها تبدو «إدمانيةً». ويشمل هذا تريبتوفان –وهو حمض أميني أساسيّ يُحَفِزُ إفراز سيروتونين، وناقل عصبي مُساهِم في تنظيم المزاج وتحسينه؛ ومِن ثمَّ يُمكِن لارتفاع مستويات السيروتونين أن يُوَّلِد الشعور بالنشوة. كما يشملُ هذا أيضًا فينيثيلامين -وهو ناقلٌ عصبيّ يُشتَقُ منه أمفيتامين- ويُلَقَّب ب «أمفيتامين الشيكولاتة» ومن شأنه أن يُوَلِّد شعورًا بالإثارة والانجذاب.
وبالرغم من توافر بعض الأدلة المؤيِّدة لوجود هذا النوع من الإدمان، إلا أنه لا يُوجدُ تشخيصٌ رسميّ بالنظر إلى الدليل التشخيصيّ والإحصائيّ الخامس للاضطرابات النفسيّة.

## الرغبةُ المُلِحَّة
حتى العلماء الذين شككوا بوجود الإدمان الفعلي اتفقوا على أن الرغبة الشديدة في الشيكولاتة أمرٌ حقيقيّ. وتتأثر النساء بهذا بوجهٍ خاص.
ورُبَّمَا يُعَدُ أحد أسباب إدمان الشيكولاتة هو نقصُ المغنيسيوم.

## الاستخدام الشائع
- تَزْعَمُ بعضُ كُتُبِ الحِميَةِ[13]، والطبخ[14]، بل وأيضًا كتُبُ السفر[15] أنها مُؤلَّفَة خِصيصًا لأجل مُدمِني الشيكولاتة.
- يُوصَفُ الرئيسُ الفرنسيّ الأسبق نيكولا ساركوزي ب «مُدمِن الشيكولاتة الشهير».[16]
- أصدَرَت بعضُ الشركات كشركة ديري كوين بعضَ المُنتَجَات بالاستعانة بلَفظَة «مُدمِن الشيكولاتة» في اسمِها.[17]